# Vilajuïga
Vilajuïga és un municipi de la comarca de l'Alt Empordà. Situat en la plana de l'Empordà, entre les serres de Roda i la Blanca.
Als conreus dels camps cal destacar la vinya, matèria primera per a l'elaboració del vi a les cooperatives vinícoles, sota la denominació d'Origen Empordà.
També és important l'explotació del jaciment d'aigües minerals, declarades d'utilitat pública l'any 1904.

## Geografia
- Llista de topònims de Vilajuïga (Orografia: muntanyes, serres, collades, indrets..; hidrografia: rius, fonts...; edificis: cases, masies, esglésies, etc).

| Entitat de població | Habitants (2023) |
| Vilajuïga           | 771              |
| el Veïnat de Dalt   | 349              |
| Pujolar             | 14               |
| Pla d'en Satlle     | 10               |
| l'Estació           | 9                |
| Montperdut          | 0                |
| Canyelles           | 0                |
| Font: Idescat       |                  |

## Història
De gran valor històric són els grups de dolmens megalítics que hi ha al terme municipal. Vilajuïga va pertànyer al comtat d'Empúries i va ser possessió del monestir de Sant Pere de Roda al segle x.
Sobre un cim a prop de la població hi ha el castell de Quermançó, documentat l'any 1078, al testament del comte d'Empúries Ponç I. Al segle xv el castell va estar ocupat per les tropes de Joan II.

## Política local
Des de 2023, l'alcaldessa és Joana Cobo i Ortiz (ERC). Fruit de les eleccions municipals 2023, els resultats van donar 5 regidors a Esquerra Republicana de Catalunya (ERC) i 4 a Assemblea per Vilajuïga.

## Històric d'alcaldes
En l'etapa democràtica actual, aquests han estat els alcaldes de Vilajuïga, per ordre cronològic:
- Josep Rovira i Quer (UCD): 1979-1983
- Carles Perals i Matas (PSC): 1983-1991
- Pere Serra i Bardera (PSC): 1991-1994
- Pere Trias i Roca (ERC): 1994-2015
- Joana Cobo i Ortiz (ERC): 2015-2019 i 2023-actualitat.
- Francesc Xavier Llorente i Cabratosa (AxV): 2019-2023

## Llocs d'interès
- Església parroquial de Sant Feliu. Romànica però reformada entre els segles XVIII i xix. Del romànic en conserva la pila baptismal i la nau.
- Castell de Quermançó en restauració.
- Ruta megalítica. Dolmen Caiguts, el de Ruïnes, de la Talaia, Garrollar i el de la Vinya del Rei.

## Demografia[1]
| 1497 | 1553 | 1787 | 1887 | 1900 | 1920 | 1950 | 1970 | 2010  | 2024  |
| 15   | 12   | 272  | 833  | 810  | 924  | 783  | 789  | 1.155 | 1.179 |